# 阙丘增三
阙丘增三（麒麟座δ），又名BD-00 1636，HD 55185、SAO 134330、HR 2714，是麒麟座的一颗恒星，视星等为4.15，位于銀經215.7，銀緯4.32，其B1900.0坐标为赤經7h 6m 45.4s，赤緯-0° 4.32′ 37″。